# سیلوی ورایت
سیلوی ورایت (انگلیسی: Silvi Vrait؛ ۲۸ آوریل ۱۹۵۱ – ۲۸ ژوئن ۲۰۱۳) یک خواننده اهل استونی بود. وی بین سال‌های ۱۹۷۲ تا ۲۰۱۳ میلادی فعالیت می‌کرد.
وی در مسابقه آواز یوروویژن ۱۹۹۴ به عنوان نمایندگی کشور استونی شرکت کرده است.